# Victor Öhling Norberg
Victor Öhling Norberg (Tännäs, 22 de mayo de 1990) es un deportista sueco que compite en esquí acrobático, especialista en la prueba de campo a través.
Ganó dos medallas en el Campeonato Mundial de Esquí Acrobático, oro en 2017 y bronce en 2015.

## Medallero internacional
| Campeonato Mundial | Campeonato Mundial     | Campeonato Mundial | Campeonato Mundial |
| Año                | Lugar                  | Medalla            | Competición        |
| ------------------ | ---------------------- | ------------------ | ------------------ |
| 2015               | Kreischberg (Austria)  | Medalla de bronce  | Campo a través     |
| 2017               | Sierra Nevada (España) | Medalla de oro     | Campo a través     |